# Gerwazy Świderski
Gerwazy Świderski (ur. 26 maja 1920 w Kobylinie, zm. 20 września 2018 we Wrocławiu) – polski chirurg, prof. dr hab. n. med., uczestnik konspiracji niepodległościowej w czasie II wojny światowej.

## Życiorys
Jego rodzicami byli Anna Orlicka (1895-1985) i Stanisław Świderski (1888-1960) powstaniec wielkopolski, a braćmi Zenon oraz Stefan. 
Przed II wojną światową rozpoczął studia na Wydziale Lekarskim Uniwersytetu Poznańskiego. 
W czasie kampanii wrześniowej pełnił funkcję dowódcy Batalionu w Punkcie Chirurgicznym w Łęczycy. 25 września 1939 gen. Juliusz Rómmel mianował go na stopień podporucznika.
1939 - 1941 - pełnił obowiązki asystenta medycznego w Marysinie u dr. J. Luttelmanna.
1941 - 1943 - leczył ciężko chorego ojca (po więzieniu w Rawiczu, jako Powstańca Wielkopolskiego 1918-1919). Dr Świderski pracował wówczas w Zespole Majątków Rolniczych jako urzędnik biurowy.
1943 - 1946 - dr Świderski był zatrudniony w szpitalu w Krotoszynie przez chirurga dr H. Staegera z Rygi.
20-31.01.1945 - dr Świderski z narażeniem życia przechował w szpitalu, na oddziale zakaźnym, zbiegłego z niemieckiego transportu prof. dr Eugeniusza Wilczkowskiego.
Po zakończeniu wojny został pracownikiem Wydziału Lekarskiego i Wydziału Stomatologicznego Uniwersytetu Poznańskiego. W 1951 uzyskał stopień doktora nauk medycznych a w 1960 habilitował się. W 1985 otrzymał tytuł naukowy profesora. W 1991 założył Klinikę Chorób Kręgosłupa we Wrocławiu.
Jako lekarz wojskowy dosłużył się stopnia pułkownika.
Był autorem 400 publikacji naukowych, w tym 13 książek.
W 1954 ożenił się z Krystyną Soldenhoff (ur. 1931), lekarką, córką płk. Kazimierza Soldenhoffa (1892-1938, kawalera Krzyża Virtuti Militari, uczestnika I wojny światowej i wojny polsko-bolszewickiej) oraz Haliny Zdrojewskiej (1903-1975). Gerwazy Świderski był ojcem Marii (ur. 1957 r.), lekarza medycyny i Pawła (ur. 1960), inżyniera.
Zmarł 20 września 2018 r. we Wrocławiu. 2 października 2018 został pochowany w Poznaniu.

## Odznaczenia
- Medal „Millenium Medycyny Polskiej”[1]
- Medal XX-lecie Wyzwolenia Wielkopolski[1]
- Medal 10-lecia Polski Ludowej[1]
- Odznaka Grunwaldzka[1]
- Medal „Zwycięstwa i Wolności”[1]
- Medal za Warszawę[1]
- Medal za Popularyzację Wiedzy Lekarskiej[1]
- Złoty Krzyż Zasługi[1]
- Krzyż Oficerski Orderu Odrodzenia Polski[4]